# Operació CHAOS

Escut de la CIA

L'Operació CHAOS o Operació MHCHAOS fou un projecte d'espionatge als Estats Units d'Amèrica endegat per l'Agència Central d'Intel·ligència (CIA) amb l'objectiu de controlar el moviment pacifista americà. Aquesta operació es dugué a terme per ordre del president dels Estats Units d'Amèrica Lyndon B. Johnson i va ser continuada i augmentada pel president Richard Nixon. L'Operació CHAOS va investigar 300.000 persones i 1.000 organitzacions pacifistes i d'altres tipus (Panteres Negres, Students for a Democratic Society). Les investigacions incloïen la vigilància i la infiltració de les organitzacions. Els resultats inicials de l'operació van ser presentats davant el president Johnson l'any 1967. En aquests informes es deia que no hi havia evidència de cap contacte entre els líders més importants del moviment pacifista amb serveis secrets de països estrangers.